# Carroll Gibbons

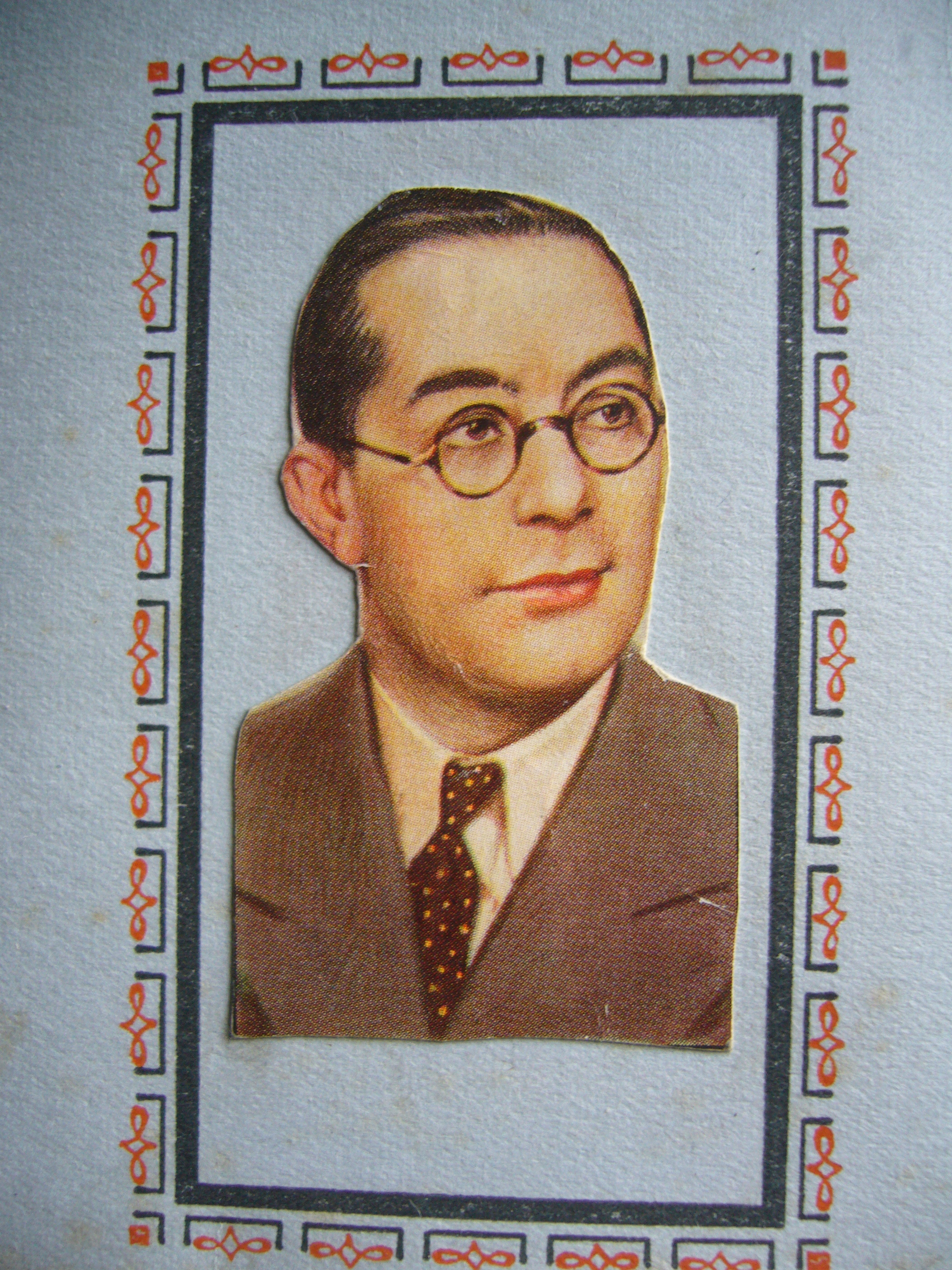
Beeltenis van Gibbons op een sigarettenplaatje van W.D. & H.O. Wills (in de serie Radio Celebrities)

Carroll Richard Gibbons (Clinton (Massachusetts), 4 januari 1903 – 10 mei 1954) was een Amerikaanse pianist, bandleider and componist die zijn werkzame leven doorbracht in Engeland in de tijd van de Britse dansorkesten.

## Beginjaren
Gibbons groeide op in zijn geboorteplaats. Hij studeerde in Londen aan de Royal Academy of Music en keerde daarna terug naar Amerika. In 1924 had hij een klus in het Londense Savoy Hotel met het Boston Orchestra (zonder koperblazers) en het beviel hem zo goed in Engeland, dat hij zich daar vestigde. Hij werd met Howie Jacobs leider van de Savoy Orpheans, dat in Savoy Hotel speelde, en tevens de bandleider van het New MayFair Orchestra (opnames voor het label His Master's Voice). In 1929 speelde Gibbons zichzelf in de Britse film Splinters, onder de naam 'Carroll Gibbons and His Masters Voice Orchestra'. In 1929 nam Ray Noble de leiding over van het New MayFair Orchestra.

## Jaren dertig
Hoewel Gibbons in Engeland woonde, werkte hij begin jaren dertig enige tijd in Hollywood, als componist voor filmmaatschappij MGM (1930-1931). In Engeland was hij de enige leider van de Savoy Hotel Orpheans, waarmee hij tot aan zijn overlijden honderden populaire liedjes opnam, met hemzelf achter de piano. Veel van deze liedjes waren gezongen door Anne Lenner. Met een afgeslankte versie van het orkest nam hij, onder de naam Carroll Gibbons and his Boy Friends tevens popliedjes en medleys op, soms met zang van Hildegarde. In de jaren dertig had Gibbons met zijn orkest wekelijks een programma op Radio Luxembourg.
Tot Gibbons populairste composities behoren 'A Garden in the Rain' (1928) en 'On the Air' (1932). Laatstgenoemde liedje werd gecoverd door Rudy Vallée (in 1933) en Lud Gluskin (1936). Gibbons' instrumentale nummers 'Bubbling Over' en 'Moonbeam Dance' hadden ook veel succes in het Verenigd Koninkrijk.

## Persoonlijk leven en overlijden
Carroll trouwde in 1951 met Joan (geboren Lidstone). Gibbons overleed in London Clinic in 1954 op 51-jarige leeftijd aan de gevolgen van een coronary thrombosis. Hij ligt begraven op Brookwood Cemetery in Surrey, Engeland, waar meerdere beroemde musici hun laatste rustplaats hebben.

## Discografie (selectie)
- The Touch of Piano Magic (Carroll Gibbons And His Boy Friends), Columbia
- The Magic Touch of Carroll Gibbons With The Savoy Hotel Orpheans And His Boy Friends, EMI
- On the Air, President Records, 1984
- Dancing in the Dark, Saville Records

## Filmografie (selectie)
- Looking on the Bright Side (1932)
- Call Me Mame (1933)
- Romance in Rhythm (1934)
- Falling in Love (1935)
- Hello, Sweetheart (1935)
- Calling All Stars (1937)
- I Live in Grosvenor Square (1945)

- Biblioteca Nacional de España: XX1010112
- Bibliothèque nationale de France: cb14005810f (data)
- Gemeinsame Normdatei: 135301734
- International Standard Name Identifier: 0000 0000 5919 6635
- Library of Congress Control Number: no98009776
- MusicBrainz: 4e7dd2df-b290-4586-a5dc-7576885c662d
- Nationale Bibliotheek van Israël: 987007315374405171
- Istituto Centrale per il Catalogo Unico: DDSV110179
- Virtual International Authority File: 12502637
- WorldCat: E39PBJwmVmmdY7g9M6q64QMVmd